# Schwanstetten
Schwanstetten es un municipio situado en el distrito de Roth, en el estado federado de Baviera (Alemania), con una población a finales de 2016 de unos 7260 habitantes.
Se encuentra ubicado en el centro del estado, en la región de Franconia Media, a poca distancia al este de la ciudad de Núremberg y cerca del río Rednitz —uno de los cabeceras del río Pegnitz, afluente del Meno que a su vez, lo es del Rin—.